# Очарование Флориды
«Очарование Флориды» (англ. A Florida Enchantment) — немой фильм производства США 1914 года режиссёра Сидни Дрю, который также исполнил одну из главных ролей в фильме.

## Описание сюжета
Фильм основан на романе 1891 года и пьесе 1896 года (не сохранившейся) с тем же названием, написанных Фергюсом Редмонтом и Арчибальдом Гюнтером.
В фильме Лилиан Трейверс, богатая женщина с севера, собирающаяся выйти замуж, получает волшебные семечки, которые способны превращать своего владельца в человека противоположного пола. Она решает сама съесть одно, другое подбрасывает служанке, а третье — жениху. Преобразование Лилиан в Лоуренса Тальбота также рассматривалось как преобразование в лесбиянку мужеподобного типа. Такому прочтению способствовала дальнейшее по сюжету преобразование жениха Лилиан в человека, выглядевшего как женоподобный мужчина.
С момента появления книги Вито Руссо «Целлулоидный шкаф» картина часто упоминается как первый пример американского фильма на гомосексуальную тему.